# Maże
Maże (deutsch Maaschen, 1938–1945 Maschen (Ostpreußen)) ist ein zur Gemeinde Kalinowo (Kallinowen, 1938 bis 1945 Dreimühlen) zählendes Dorf im nordöstlichen Masuren in der polnischen Woiwodschaft Ermland-Masuren im Landkreis Ełk (Lyck).

## Geographische Lage
Das Dorf befindet sich zwei Kilometer nordöstlich der Gemeinde Kalinowo im Osten der Woiwodschaft Ermland-Masuren, 24 Kilometer nordöstlich der Kreisstadt Ełk.

## Geschichte
Der Ort Maaschen wurde erstmals als Handfeste 1494 urkundlich erwähnt, als der Hochmeister des Deutschen Ordens Johann von Tiefen zwei Familien nach Magdeburger Recht 15 Hufen Land zur Ansiedlung übertrug.
1656 wurde Maaschen durch den Einfall der mit Polen verbündeten Tataren zerstört.
Zum 27. Mai 1874 wurde im Zuge einer preußischen Gemeindereform der Amtsbezirk Kallinowen (polnisch Kalinowo) gebildet, der die Gemeinden Alt Czymochen (1929 bis 1945: Finsterwalde), Dorschen, Gingen, Iwaschken (1938 bi 1945: Hansbruch), Kallinowen (1938 bis 1945: Dreimühen), Kokosken (1930 bis 1945: Hennenberg), Kowahlen, Maaschen, Marczynowen (1938 bis 1945: Martinshöhe), Pientken (1938 bis 1945: Blumental) und Trentowsken umfasste.
Dezember 1915 wurde Maaschen mit einem eigenen Bahnhof an die Lycker Kleinbahnen angebunden, die zwischen der Kreisstadt Lyck und Thurowen (1938 bis 1945: Auersberg) verkehrte.
Aufgrund der Bestimmungen des Versailler Vertrags stimmte die Bevölkerung im Abstimmungsgebiet Allenstein, zu dem Maaschen gehörte, am 11. Juli 1920 über die weitere staatliche Zugehörigkeit zu Ostpreußen (und damit zu Deutschland) oder den Anschluss an Polen ab. In Maaschen stimmten 180 Einwohner für den Verbleib bei Ostpreußen, auf Polen entfiel keine Stimme.
1933 waren in Maaschen 221 Einwohner verzeichnet.
Maaschen wurde am 3. Juni 1938 im Zuge der massiven Eindeutschung von Ortsnamen masurischer, polnischer oder litauischer Herkunft durch Streichung eines Buchstabens in „Maschen (Ostpreußen)“ umbenannt.
1933 hatte Maschen 221, 1939 noch 197 Einwohner.
Nach Ende des Zweiten Weltkrieges 1945 fiel das zum Deutschen Reich (Ostpreußen) gehörende Maschen an Polen. Die ansässige deutsche Bevölkerung wurde, soweit sie nicht geflüchtet war, nach 1945 größtenteils vertrieben bzw. ausgesiedelt und neben der angestammten masurischen Minderheit durch Neubürger aus anderen Teilen Polens ersetzt.
Der Ort Maschen wurde in der polnischen Schreibweise des historischen Ortsnamens in Maże umbenannt. Heute ist er Sitz eines Schulzenamtes (polnisch Sołectwo) innerhalb der Gemeinde Kalinowo.
Von 1975 bis 1998 gehörte Maże zur damaligen Woiwodschaft Suwałki, kam dann 1999 zur neu gebildeten Woiwodschaft Ermland-Masuren.

## Religionen
Bis 1945 war Maaschen in die evangelische Kirche Kallinowen in der Kirchenprovinz Ostpreußen der Kirche der Altpreußischen Union sowie in die römisch-katholische Kirche in Prawdzisken im damaligen Bistum Ermland eingepfarrt.
Heute gehört Maże katholischerseits zur Pfarrei Kalinowo im Bistum Ełk der Römisch-katholischen Kirche in Polen. Die evangelischen Kirchenglieder halten sich zur Kirchengemeinde in der Stadt Ełk, einer Filialgemeinde der Pfarrei in Pisz (deutsch Johannisburg) in der Diözese Masuren der Evangelisch-Augsburgischen Kirche in Polen.

## Verkehr
Maże liegt verkehrsgünstig an der Woiwodschaftsstraße 661, die entlang der Grenze zur Woiwodschaft Podlachien Kalinowo mit Cimochy (Groß Czymochen, 1938 bis 1945 Reuß) – bereits im Kreis Olecko gelegen – verbindet.
Maże ist Bahnstation an der Bahnstrecke Ełk–Turowo der einstigen Lycker Kleinbahnen, die zurzeit im letzten Abschnitt allerdings nicht befahren wird, für die eine Betriebswiederaufnahme jedoch geplant zu sein scheint.